# Masia de Taús
La Masia de Taús és una masia situada al municipi de les Valls d'Aguilar, a la comarca catalana de l'Alt Urgell.